# Nodosininae
Nodosininae es una subfamilia de foraminíferos bentónicos de la Familia Hormosinidae, de la Superfamilia Hormosinoidea , del Suborden Hormosinina y del Orden Lituolida. Su rango cronoestratigráfico abarca el Holoceno.

## Discusión
Clasificaciones previas incluían Nodosininae en el Suborden Textulariina o en el Orden Lituolida sin diferenciar el Suborden Hormosinina.

## Clasificación
Nodosininae incluye a los siguientes géneros:
- Cribratinoides
- Nodosinum

Otro género considerado en Nodosininae es:
- Leptohyalis, aceptado como Leptohalysis